# Johan van Mechelen
Johannes van Mechelen von Osbach (Orsbeck),   Johannes van Mechelen, auch  latinisiert als Johannem Mechliniam genannt de Rathem (aus Ratheim) (* vor 1500; † im 16. Jahrhundert) war ein niederländischer Theologe und Prior in einem Augustinerkloster.

## Leben und Wirken
Zur sächsisch-thüringischen Observanten-Kongregation der Augustinerordens, der auch die Augustiner in Erfurt und Wittenberg angehörten, zählten auch die Schwesterklöster in Haarlem, Dordrecht, Enkhuizen, Gent und Antwerpen. Auch sie unterstanden dem Generalvikar Johann von Staupitz, der als Dekan darüber hinaus auch der theologischen Fakultät an der neu gegründeten Universität Wittenberg vorstand.
Van Mechelen studierte in Wittenberg, wo er im Jahre 1507 immatrikuliert (Frater Johannes mechelinie alias de Rathem, lector ordinis heremitarum prior enchusen) und im Jahre 1511 zum Doctor theologiae promoviert wurde. Danach war er Mitglied im Senat der theologischen Fakultät, was für die Kommission einer Professur gleichkam, die er als Amtsinhaber innehatte. Da er in Wittenberg jedoch keinen Lehrstuhl erhielt, kehrte er nach Enkhuizen zurück.
Von dort aus übernahm er im Jahre 1513/1514 die Leitung des Augustinerklosters in Antwerpen, das ihm den Titel eines Provinzvikars der Klöster in den Niederlanden einbrachte. Das Kloster war auf seine Initiative hin im Jahre 1508 von ihm und vom Kloster in Enkhuizen aus gegründet worden.
Er hatte zusammen mit Johannes van Esschen, auch als Johannes de Essendia erwähnt, und weiteren sechs Mönchen dort ein neues Kloster an der heutigen Sint-Andrieskerk bezogen. Die Mönche, die er 1513 entsandte, fanden bei zwei vermögenden Bürgern, Joost Hoens und Marcus Mussche, freundliche Aufnahme.  Von den beiden Bürgern wurde ihnen ein Grundstück in der Ritterstrasse zur Verfügung gestellt. Man ließ hier eine Kapelle, der heiligen Dreieinigkeit zu Ehren, errichten und einweihen.
Er stand bis 1519 als erster Prior dem neu gegründeten Kloster vor.
Am 16. September 1511 hatte Staupitz in Wittenberg eine „Synode“ von Brüdern einberufen, wo beschlossen wurde, eine Delegation nach Rom zu entsenden. Es spricht ferner einiges dafür, dass Luther van Mechelens Begleiter auf der Romreise gewesen war.
So berichtete der Nürnberger Augustinereremit Nikolaus Besler als Zeitzeuge, dass am 25. Februar 1512 der Augustiner Johann von Mecheln, der „eben von einer Sendung nach Rom zurückgekehrt war, durch Staupitz von Salzburg aus nach Köln geschickt (wurde), um das dort abzuhaltende Kapitel zu beschleunigen“.